# Regiobus Mittelsachsen
Das Verkehrsunternehmen Regiobus Mittelsachsen GmbH ist ein Regionalverkehrsunternehmen im Freistaat Sachsen.

## Geschichte

### Regiobus GmbH Mittweida
Die Regiobus wurde 1991 gegründet. Es ging aus dem Kraftverkehr Mittweida hervor.
Die Wurzeln des Unternehmens reichen bis 1906 zurück, als die Automobil-Omnibus AG Vogtland gegründet wurde.

### Verkehrsgesellschaft Döbeln mbH (VGD)
Die Verkehrsgesellschaft Döbeln mbH wurde 1991 gegründet. Diese ging aus dem Kraftverkehr Waldheim hervor.

### Regiobus Mittelsachsen GmbH
Aufgrund der Kreisreform in Sachsen 2008 und dem damit entstandenen Landkreis Mittelsachsen wurden durch den Beschluss (KT 154/08/09) des Kreistages im Jahr 2009, die Verkehrsunternehmen
- Regiobus GmbH Mittweida,
- Verkehrsgesellschaft Döbeln mbH (VGD),
- Verkehrsbetriebe Kreis Freiberg GmbH (VBF)

zur Regiobus Mittelsachsen GmbH zusammengeschlossen.
Der Firmensitz befindet sich in Mittweida.

## Kfz-Kennzeichen der Busgesellschaft
Mit der Fusion aller drei Gesellschaften änderte sich auch das Kfz-Kennzeichen.
Alle Busse des Betriebshofes Döbeln, die das Kennzeichen DL-VD xx hatten, wurden auf FG-RM xxx umgeschrieben. Kennzeichen der Regiobus (MW-R xxx) oder Verkehrsbetriebe Kreis Freiberg GmbH (FG-VB xxx) behalten diese bis zur Stilllegung.
Für die Regiobus Mittelsachsen GmbH wird das Kfz-Kennzeichen FG-RM xxx bereitgehalten.

## Unternehmen
Das Unternehmen führt Linien- und Stadtverkehr im Landkreis Mittelsachsen durch und gehört zum Verkehrsverbund Mittelsachsen (VMS). Die Line 400 wird auch noch im Verkehrsverbund Oberelbe (VVO) mit bedient, es gilt daher ein Sondertarif auf dieser Linie.

## Linienübersicht

### Regionalverkehr (RV), Schülersonderlinien (SL) und Fernlinie (FL)
| Linie | Verkehrsart | Linienverlauf | Betriebshof |
| ----- | ----------- | --- | ----------- |
| 728   | RV          | Zschopau – Eppendorf                                                                                               | FG          |
| 400   | RV          | Annaberg-Buchholz – Freiberg – Hetzdorf – Dresden (Gemeinschaftslinie mit RVE)                                     | FG          |
| 601   | SL          | Auerswalde – Garnsdorf – Köthensdorf – Claußnitz – Taura – Burgstädt                                               | MW          |
| 602   | SL          | Stadtgebiet Burgstädt – Taura – Herrenhaide                                                                        | MW          |
| 602   | SL          | Grundschule Köthensdorf – Herrenhaide – Taura – Köthensdorf                                                        | MW          |
| 603   | SL          | Arnsdorf – Dittersdorf – Böhrigen – Naundorf – Etzdorf – Marbach                                                   | MW          |
| 604   | SL          | Dreiwerden – Schönborn – Seifersbach – Hainichen                                                                   | MW          |
| 605   | SL          | Burgstädt -Garnsdorf – Oberlichtenau – Niederlichtenau – Merzdorf – Ottendorf                                      | MW          |
| 606   | SL          | Rochlitz – Schwarzbach – Königsfeld – Rochlitz                                                                     | MW          |
| 607   | SL          | Penig – Niedersteinbach – Langenleuba-Oberhain – Narsdorf                                                          | MW          |
| 608   | SL          | Langenstriegis – Schönerstadt – Dittersbach – Frankenberg                                                          | MW          |
| 609   | SL          | Taura – Chursdorf – Tauscha – Penig                                                                                | MW          |
| 610   | SL          | Rochlitz – Lastau – Sachsendorf – Rochlitz                                                                         | MW          |
| 611   | SL          | Niederfrohna – Tauscha – Chursdorf – Burgstädt – Mohsdorf                                                          | MW          |
| 612   | SL          | Berthelsdorf – Göritzhain – Stein – Wiederau – Königshain – Claußnitz                                              | MW          |
| 613   | SL          | Milkau – Crossen – Schweikershain – Erlau                                                                          | MW          |
| 614   | SL          | Taura – Köthensdorf – Garnsdorf – Ottendorf – Oberlichtenau – Auerswalde – Burgstädt                               | MW          |
| 615   | SL          | Merzdorf – Niederlichtenau – Oberlichtenau – Auerswalde – Frankenberg                                              | MW          |
| 616   | RV          | Hainichen – Böhrigen – Roßwein                                                                                     | MW          |
| 617   | SL          | Langenleuba-Oberhain – Niedersteinbach – Penig                                                                     | MW          |
| 618   | SL          | Wolkenburg – Kaufungen – Limbach-Oberfrohna – Rußdorf                                                              | MW          |
| 620   | SL          | Kaltofen – Pappendorf – Mobendorf – Riechberg – Cunnersdorf – (Eulendorf) – Berthelsdorf – Hainichen – Frankenberg | MW          |
| 621   | SL          | Oberpickenhain – Ossa – Narsdorf – Penig                                                                           | MW          |
| 623   | SL          | Dolsenhain – Kohren-Sahlis – Obergräfenhain – Penig                                                                | MW          |
| 624   | SL          | Mittweida – Rossau – Seifersbach – Greifendorf – Grünlichtenberg                                                   | MW          |
| 626   | RV          | Burgstädt – Wiederau – Rochlitz                                                                                    | MW          |
| 627   | SL          | Wiederau – Göritzhain – Stein                                                                                      | MW          |
| 628   | RV          | Geithain – Rochlitz – Geringswalde – Hartha – Waldheim                                                             | MW DL       |
| 629   | RV          | Geithain – Rochlitz – Penig – Glauchau                                                                             | MW          |
| 636   | RV          | Mittweida – Ottendorf – Chemnitz Center – Chemnitz                                                                 | MW          |
| 637   | RV          | Mittweida – Oberlichtenau – Auerswalde – Chemnitz                                                                  | MW          |
| 638   | RV          | Burgstädt – Köthensdorf – Garnsdorf                                                                                | MW          |
| 639   | RV          | Mittweida – Zschöppichen – Ottendorf – Garnsdorf – Chemnitz                                                        | MW          |
| 640   | RV          | Chemnitz – Frankenberg – Hainichen – Roßwein                                                                       | MW          |
| 642   | RV          | Chemnitz – Frankenberg – Mittweida – Kriebstein                                                                    | MW          |
| 650   | RV          | Chemnitz – Hartmannsdorf – Penig                                                                                   | MW          |
| 651   | RV          | Penig – Leipzig | MW          |
| 652   | RV          | Herrenhaide – Burgstädt                                                                                            | MW          |
| 654   | SL          | Kaufungen – (Waldenburg) – Wolkenburg – Penig                                                                      | MW          |
| 656   | RV          | Limbach-Oberfrohna – Niederfrohna – Wolkenburg – Uhlsdorf – Wolkenburg – Niederfrohna – Limbach-Oberfrohna         | MW          |
| 657   | RV          | Mittweida – Burgstädt – Hartmannsdorf – Limbach-Oberfrohna                                                         | MW          |
| 658   | RV          | Hartmannsdorf – Wittgensdorf                                                                                       | MW          |
| 659   | RV          | Burgstädt – Cossen – Lunzenau                                                                                      | MW          |
| 661   | RV          | Lunzenau – Narsdorf – Rochlitz                                                                                     | MW          |
| 662   | RV          | Rochlitz Stadt – Rochlitzer Berg                                                                                   | MW          |
| 663   | SL          | Lunzenau – Rochsburg – Arnsdorf – Penig – Mühlau                                                                   | MW          |
| 664   | RV          | Penig – Niedersteinbach – Langenleuba-Oberhain                                                                     | MW          |
| 665   | SL          | Obergräfenhain – Langenleuba-Oberhain                                                                              | MW          |
| 666   | RV          | Rochlitz – Colditz                                                                                                 | MW          |
| 669   | RV          | Frankenberg – Hausdorf – Langenstriegis – Hausdorf – Frankenberg                                                   | MW          |
| 671   | RV          | Mittweida – Schweikershain – Geringswalde                                                                          | MW          |
| 672   | FL          | „Saxroute“ Mittweida – Hainichen – Dresden                                                                         | MW          |
| 675   | RV          | Mittweida – Seifersbach – Frankenberg                                                                              | MW          |
| 677   | RV          | Mittweida – (Moosheim) – Hainichen                                                                                 | MW          |
| 678   | RV          | Mittweida – Kriebstein                                                                                             | MW          |
| 680   | SL          | Beerwalde – Tanneberg – Crossen – Geringswalde                                                                     | MW          |
| 681   | RV          | Mittweida – Crossen – Geringswalde – Zettlitz – Rochlitz                                                           | MW          |
| 682   | RV          | Mittweida – Erlau – Rochlitz                                                                                       | MW          |
| 683   | RV          | Mittweida – Wiederau – Cossen – Lunzenau                                                                           | MW          |
| 684   | RV          | Mittweida – Topfseifersdorf – Wiederau                                                                             | MW          |
| 690   | RV          | Hainichen – Berbersdorf – Marbach – Nossen                                                                         | MW          |
| 691   | RV          | Hainichen – Pappendorf – Mobendorf – Hainichen                                                                     | MW          |
| 692   | SL          | Hainichen – Berthelsdorf                                                                                           | MW          |
| 695   | RV          | Hainichen – Berbersdorf – Marbach – Roßwein                                                                        | MW          |
| 703   | RV          | Augustusburg – Erdmannsdorf – Flöha – Frankenberg                                                                  | FG MW       |
| 704   | RV          | Chemnitz – Augustusburg – Börnichen – Lengefeld                                                                    | FG          |
| 705   | RV          | Chemnitz – Niederwiesa – Flöha – Augustusburg – Eppendorf                                                          | FG          |
| 706   | RV          | Niederwiesa – Braunsdorf – Lichtenwalde – Chemnitz-Ebersdorf                                                       | FG          |
| 710   | RV          | Gahlenz – Görbersdorf – Oederan – Hetzdorf – Flöha – Niederwiesa – Chemnitz                                        | FG          |
| 711   | RV          | Oederan – Memmendorf – Kirchbach – Oederan                                                                         | FG          |
| 712   | RV          | Oederan – Gahlenz – Eppendorf – Großwaltersdorf – Mittelsaida – Lippersdorf                                        | FG          |
| 713   | RV          | Oederan – Börnichen – Schönerstadt                                                                                 | FG          |
| 714   | RV          | Oederan – Görbersdorf                                                                                              | FG          |
| 715   | RV          | Oederan – Hainichen                                                                                                | FG          |
| 716   | RV          | Oederan – Schönerstadt – Langenstriegis – Hartha – Frankenstein – Wingendorf – Kirchbach – Oederan                 | FG          |
| 725   | RV          | Eppendorf – Leubsdorf – Borstendorf – Marbach – Hohenfichte – Grünberg – Augustusburg                              | FG          |
| 726   | RV          | Eppendorf – Kleinhartmannsdorf – Langenau – Brand-Erbisdorf – Freiberg                                             | FG          |
| 727   | RV          | Eppendorf – Gränitz – Langenau – Brand-Erbisdorf – Freiberg                                                        | FG          |
| 729   | RV          | Eppendorf – Leubsdorf – Lößnitztal – Hetzdorf – Lößnitztal – Hammerleubsdorf – Eppendorf – Leubsdorf               | FG          |
| 732   | RV          | Freiberg – Weißenborn – Lichtenberg – Oberbobritzsch – Burkersdorf – Frauenstein                                   | FG          |
| 733   | RV          | Freiberg – Brand-Erbisdorf – Lichtenberg – Dittersbach – Nassau – Rechenberg-Bienenmühle – Holzhau                 | FG          |
| 735   | RV          | Freiberg – Müdisdorf – Großhartmannsdorf -Helbigsdorf – Mulda – Zethau                                             | FG          |
| 736   | RV          | Neuhausen – Cämmerswalde – Clausnitz – Rechenberg-Bienenmühle – Holzhau                                            | FG          |
| 737   | RV          | Deutschneudorf – Deutscheinsiedel – Seiffen – Neuhausen – Sayda – Freiberg                                         | FG          |
| 738   | RV          | Brand-Erbisdorf – Mulda – Sayda – Rechenberg-Bienenmühle                                                           | FG          |
| 739   | RV          | Rechenberg-Bienenmühle – Clausnitz – Nassau – Frauenstein                                                          | FG          |
| 742   | RV          | Freiberg – Kleinschirma – Wegefarth – Oberschöna                                                                   | FG          |
| 745   | RV          | Freiberg – Kleinwaltersdorf – Freiberg                                                                             | FG          |
| 747   | RV          | Hainichen – Bräunsdorf – Langenhennersdorf – Kleinwaltersdorf – Freiberg                                           | FG MW       |
| 749   | RV          | Freiberg – Großschirma – Seifersdorf – Reichenbach                                                                 | FG          |
| 750   | RV          | „Der Muldentaler“ Freiberg – Großschirma – Nossen – Roßwein – Döbeln                                               | FG DL       |
| 751   | RV          | Siebenlehn – Großschirma – Halsbrücke                                                                              | FG          |
| 755   | RV          | Freiberg – Großschirma – Nossen                                                                                    | FG          |
| 756   | FL          | „Mittelsaxe“ Freiberg – Nossen – Leipzig (seit September 2018 eingestellt)                                         | FG          |
| 761   | RV          | Nossen – Hirschfeld – Neukirchen – Dittmannsdorf – Reinsberg – Nossen                                              | FG          |
| 764   | RV          | Halsbrücke – Dittmannsdorf – Reinsberg                                                                             | FG          |
| 765   | RV          | Halsbrücke – Bieberstein – Reinsberg – Hirschfeld – Neukirchen                                                     | FG          |
| 768   | RV          | Freiberg – Tuttendorf – Conradsdorf – Falkenberg                                                                   | FG          |
| 770   | RV          | Freiberg – Halsbach – Naundorf – Niederschöna – Oberschaar – Hetzdorf                                              | FG          |
| 774   | RV          | Hilbersdorf – Halsbach – Naundorf – Niederbobritzsch                                                               | FG          |
| 775   | RV          | Freiberg – Hilbersdorf – Bobritzsch – Burkersdorf – Frauenstein                                                    | FG          |
| 785   | RV          | Freiberg – Weißenborn                                                                                              | FG          |
| 786   | RV          | Weißenborn – Berthelsdorf – Brand-Erbisdorf                                                                        | FG          |
| 790   | SL          | Frauenstein – Lichtenberg – Weigmannsdorf – Müdisdorf / Müdisdorf – Lichtenberg                                    | FG          |
| 791   | SL          | Frauenstein – Kleinbobritzsch – Burkersdorf – (Bobritzsch) – Dittersbach – Nassau                                  | FG          |
| 792   | SL          | Hermsdorf – Reichenau – Frauenstein                                                                                | FG          |
| 794   | SL          | Forchheim – Niedersaida – Mittelsaida – Großhartmannsdorf – Brand-Erbisdorf                                        | FG          |
| 797   | SL          | Freiberg – Brand-Erbisdorf, St. Michaelis                                                                          | FG          |
| 798   | SL          | Halsbrücke – (Krummenhennersdorf) – Tuttendorf – Conradsdorf – Falkenberg – Naundorf – Niederschöna                | FG          |
| 845   | SL          | Choren – Simselwitz – Niederforst – Naußlitz – Roßwein                                                             | DL          |
| 846   | SL          | Ostrau – Zschaitz – Lüttewitz – Haßlau – Roßwein                                                                   | DL          |
| 847   | SL          | Roßwein – Niederstriegis – Grunau – Otzdorf – Neudorf                                                              | DL          |
| 848   | SL          | Zschaitz – Ostrau – Stauchitz                                                                                      | DL          |
| 849   | SL          | Rittmitz – Auerschütz – Ostrau                                                                                     | DL          |
| 850   | SL          | Kiebitz – Strocken – Westewitz – Großweitzschen – Mockritz – Döbeln                                                | DL          |
| 851   | SL          | Heyda – Otzdorf – Knobelsdorf – Döbeln                                                                             | DL          |
| 852   | SL          | Döbeln – Niederforst – Präbschütz – Choren – Wetterwitz                                                            | DL          |
| 853   | SL          | Zunschwitz – Zschaitz – Beicha – Mochau                                                                            | DL          |
| 854   | SL          | Theeschütz – Lüttewitz – Petersberg – Mochau                                                                       | DL          |
| 855   | SL          | Hermsdorf – Oberranschütz – Döbeln                                                                                 | DL          |
| 856   | SL          | Wendishain – Hartha – Langenau – Gersdorf – Leisnig                                                                | DL          |
| 857   | SL          | Großweitzschen – Leisnig – Hartha – Waldheim                                                                       | DL          |
| 858   | SL          | Langenau – Hausdorf – Erlbach – Wallbach – Hartha – Waldheim                                                       | DL          |
| 859   | SL          | Steina – Hoyersdorf – Aschershain – Hartha                                                                         | DL          |
| 860   | SL          | Leisnig – Meinitz – Altenhof – Klosterbuch – Großweitzschen – Gadewitz                                             | DL          |
| 861   | SL          | Gadewitz – Tronitz – Mockritz – Großweitzschen – Döbeln                                                            | DL          |
| 862   | SL          | Hartha – Waldheim                                                                                                  | DL          |
| 863   | SL          | Marschwitz – Altenhof – Bockelwitz – Kleinpelsen – Sitten                                                          | DL          |
| 886   | RV          | Döbeln – Zschochau                                                                                                 | DL          |
| 889   | RV          | Döbeln – Schrebitz                                                                                                 | DL          |
| 892   | RV          | Döbeln – Choren | DL          |
| 895   | RV          | Döbeln – Leisnig                                                                                                   | DL          |
| 901   | RV          | Leisnig – (Klosterbuch) – Marschwitz                                                                               | DL          |
| 902   | RV          | Leisnig – Kleinpelsen                                                                                              | DL          |
| 904   | RV          | Döbeln – Naußlitz – Haßlau – Roßwein                                                                               | DL          |
| 905   | RV          | Roßwein – Gleisberg – Wetterwitz – Roßwein                                                                         | DL          |
| 918   | RV          | Waldheim – Reinsdorf                                                                                               | DL          |
| 919   | RV          | Waldheim – Grünlichtenberg – Mittweida                                                                             | DL          |
| 920   | RV          | Waldheim – Grünlichtenberg – Arnsdorf – Hainichen                                                                  | DL          |
| 921   | RV          | Döbeln – Ziegra – Meinsberg – Waldheim                                                                             | DL          |
| 922   | RV          | Döbeln – Hartha – Waldheim                                                                                         | DL          |
| 923   | RV          | (Schönberg) – Waldheim – Hartha – Leisnig                                                                          | DL          |
| 926   | RV          | Hartha – Diedenhain – Steina – Wendishain – Hartha                                                                 | DL          |
| 933   | RV          | Döbeln – Otzdorf – Roßwein                                                                                         | DL          |
| 951   | RV          | Waldheim – Massanei – Reichenbach                                                                                  | DL          |

### Stadtverkehr
| Linie | Stadt           | Streckenverlauf | Bth |
| ----- | --------------- | --- | --- |
| A     | Döbeln          | Busbahnhof – Krankenhaus – Unnaer Str. – Stadt – Busbahnhof – Hauptbahnhof – Busbahnhof | DL  |
| A     | Burgstädt       | Sportzentrum – Bahnhof – Friedhof | MW  |
| A     | Freiberg        | Wasserberg – Bahnhof – Busbahnhof – Tuttendorf – Halsbrücke | FG  |
| A     | Mittweida       | Baumwollspinnerei – Busbahnhof – Bahnhof – Markt – Baumwollspinnerei | MW  |
| B     | Döbeln          | Busbahnhof – Muldenterrasse – Hauptbahnhof – Masten – Busbahnhof – Marktkauf – Muldenterrasse – Busbahnhof                                                                                              | DL  |
| B     | Burgstädt       | Friedhof – Bahnhof – Sportzentrum | MW  |
| B     | Freiberg        | Brand-Erbisdorf – Zug – Busbahnhof – Friedeburg – Busbahnhof | FG  |
| B     | Mittweida       | Bahnhof – Kaufland – Lauenhainer Str. – Krankenhaus – Busbahnhof – Lauenhainer Str. – Kaufland – Bahnhof                                                                                                | MW  |
| C     | Döbeln          | Busbahnhof – Hauptbahnhof – Gärtitz – Busbahnhof – Rotes Kreuz – Busbahnhof | DL  |
| C     | Freiberg        | Busbahnhof – Universität – Friedeburg – Wasserberg – Häuersteig – Seilerberg – Bahnhof – Busbahnhof Busbahnhof – Bahnhof – Seilerberg – Häuersteig – Wasserberg – Friedeburg – Universität – Busbahnhof | FG  |
| C     | Mittweida       | Lauenhain – Mittweida – Altmittweida – Mittweida – Lauenhain | MW  |
| D     | Döbeln          | Busbahnhof – Neudorf – Ebersbach – Busbahnhof – Ebersbach – Mannsdorf – Busbahnhof | DL  |
| D     | Frankenberg     | Süd – Bahnhof – Neubaugebiet – Süd | MW  |
| D     | Freiberg        | Seilerberg – Busbahnhof – Bahnhof – Frauensteiner Straße – Reiche Zeche | FG  |
| E     | Frankenberg     | Süd – Bahnhof – Lützelhöhe – Süd | MW  |
| F     | Freiberg        | Busbahnhof – Bahnhof – Häuersteig – Industriegebiet Nord – Brand-Erbisdorf | FG  |
| F     | Mittweida       | Baumwollspinnerei – Busbahnhof – Kaufland – Bahnhof | MW  |
| G     | Freiberg        | Brand-Erbisdorf – St. Michaelis – Oberschöna | FG  |
| I     | Brand-Erbisdorf | Tour I – Brand-Erbisdorf – Gewerbegebiet Süd – Industriegebiet Saxonia – Deutsche Solar AG | FG  |
| II    | Freiberg        | Tour II Freiberg – Gewerbegebiet Süd – Industriegebiet Saxonia – Gewerbegebiet Pulvermühlenweg | FG  |
| R     | Rochlitz        | Rathausstraße – Bahnhof – Obere Lindenbergstraße – Rathausstraße | MW  |
| 1     | Flöha           | Am Sattelgut – Busbahnhof – Lärchenstraße | FG  |
| 2     | Flöha           | Am Sattelgut – Feldstraße – Busbahnhof | FG  |
| 717   | Oederan         | Neubaugebiet – Markt – Neubaugebiet | FG  |